# مايك ليتل
مايك ليتل (بالإنجليزية: Mike Little)‏ هو لاعب هوكي الجليد أمريكي، ولد في 12 نوفمبر 1987 في إينفيلد في الولايات المتحدة.

## وصلات خارجية
- مايك ليتل على موقع دوري الهوكي الوطني (الإنجليزية)
- مايك ليتل على موقع EliteProspects.com (الإنجليزية)
- مايك ليتل على موقع Eurohockey.com (الإنجليزية)
- مايك ليتل على موقع HockeyDB.com (الإنجليزية)